# Stacey King
Ronald Stacey King (ur. 29 stycznia 1967 w Lawton) – amerykański koszykarz, skrzydłowy, trzykrotny mistrz NBA, komentator sportowy oraz trener.

## Osiągnięcia
NCAA
- Wicemistrz NCAA (1988)[2]
- Zawodnik Roku: 
  - NCAA według Sporting News (1989)[3]
  - Konferencji Big Eight (1989)[4]
- Wybrany do I składu:
  - All-American (1989)[5]
  - turnieju NCAA (1988)[6]
- Uczelnia zastrzegła należący do niego numer 33[7]

CBA
- Wicemistrz CBA (1998)
- Uczestnik meczu gwiazd CBA (1997)[8]

NBA
- 3-krotny mistrz NBA (1991-1993)[1]
- Wybrany do II składu debiutantów NBA (1990)[9]

Trenerskie
- Wicemistrz CBA (2002)